# Wals-Siezenheim
Wals-Siezenheim (tiếng Đức Áo: [ˌvalsˈsiːtsn̩haɪm]) là một đô thị thuộc huyện Salzburg-Umgebung (Flachgau) trong bang Salzburg, Áo.
Đô thị kép này được thành lập vào năm 1948 từ hai làng Wals và Siezenheim. Cùng năm đó, huy hiệu chính thức cũng được trao tặng. Dân số tăng từ khoảng 1.000 người vào năm 1947 lên khoảng 11.000 người vào năm 2001. Trước đó, Wals từng thuộc về đô thị riêng Siezenheim, nhưng Liefering và phần lớn Taxach cũng từng là một phần của khu vực này.

## Địa lý
Đô thị nằm giữa thành phố Salzburg về phía đông và biên giới Áo–Đức về phía tây. Nó được thành lập năm 1948 sau khi hợp nhất Wals và Siezenheim, do một phần lãnh thổ bị sáp nhập vào thành phố Salzburg. Toàn bộ khu vực thuộc vùng ven đô Salzburg, tuy nhiên cho đến nay chưa có nỗ lực sáp nhập nào khác. Hiện nay, nó bao gồm các xã địa chính: Wals I, Liefering I, Siezenheim I và Gois.
Wals-Siezenheim nằm ngay cạnh Sân bay Salzburg với kết nối đến hệ thống xe điện bánh hơi của Salzburg. Đây là nơi có nhiều trung tâm mua sắm lớn và chi nhánh của các công ty công nghiệp lớn. Khu vực Walserberg nổi tiếng với trạm kiểm soát biên giới cũ trên Đường cao tốc West Autobahn của Áo nối với Bundesautobahn 8 của Đức. Kiểm soát biên giới đã được bãi bỏ sau khi thực thi Hiệp định Schengen vào năm 1997.

## Các cộng đồng thuộc Wals-Siezenheim
Đô thị bao gồm 10 cộng đồng (số dân tính đến ngày 31 tháng 10 năm 2011):
- Gois (409)
- Himmelreich (1.138)
- Käferheim (507)
- Kleßheim (88)
- Schwarzenbergkaserne (19)
- Siezenheim (2.653)
- Viehausen (1.979)
- Wals (3.489)
- Walserberg (862)
- Walserfeld (1.029)

## Các đô thị láng giềng
Bắt đầu từ hướng 1 giờ, theo chiều kim đồng hồ:
- Trong bang Salzburg:
  - Salzburg
  - Grödig
  - Großgmain
- Trong huyện Berchtesgadener Land, Bang Bayern, Đức:
  - Bad Reichenhall
  - Piding
  - Ainring
  - Freilassing

## Lịch sử
Khu định cư lâu đời nhất là Siezenheim đã có người ở từ thời Đế quốc La Mã và được đặt tên theo quý tộc La Mã Sizo. Từ năm 1690, Lâu đài Klessheim được xây dựng làm dinh thự mùa hè của các Tổng giám mục Salzburg. Nó cũng gắn với một truyền thuyết liên quan đến Hoàng đế Frederick Barbarossa đang ngủ dưới núi Untersberg cho đến ngày tận thế, khi đó một cây lê địa phương sẽ là nơi diễn ra trận chiến cuối cùng của nhân loại.

## Thể thao
- FC Red Bull Salzburg (câu lạc bộ bóng đá thi đấu tại Bundesliga Áo).
- AC Wals (câu lạc bộ vật).
- EV Wals (câu lạc bộ bi đá trên băng).

## Nhân vật nổi bật
- Franz Berger (1940–2012), đô vật
- Georg Marchl (sinh 1964), đô vật